# Copa Mesoamérica 2011
La Copa Mesoamérica 2011 fue un torneo amistoso internacional organizado por Fundación Azteca Chiapas, donde el ganador fue el anfitrión Jaguares de Chiapas con marcador de 4 - 1 sobre el equipo salvadoreño, Isidro Metapán.
Los equipos participantes disputaron una doble jornada el 28 de diciembre; los ganadores se jugarían el trofeo en la final el 30 del mismo mes. El torneo se jugó en el estadio Olímpico de Tapachula, ubicado en el sur-oriental del estado de Chiapas y es la ciudad más importante de la frontera de México con Guatemala.
La Copa Mesoamérica 2011 reunió a 4 instituciones del fútbol de la red de países de Mesoamérica, los equipos que participaron en este pequeño torneo fueron:
| Equipos             |
| ------------------- |
| Jaguares de Chiapas |
| CSD Comunicaciones  |
| AD Isidro Metapán   |
| Xelajú MC           |

## Copa
|  | Semifinales             | Semifinales             |   |           | Final                   | Final                   |  |
|  | 28 de diciembre de 2011 | 28 de diciembre de 2011 |   |           | 30 de diciembre de 2011 | 30 de diciembre de 2011 |  |
|  |                         |                         |   |           |                         |                         |  |
|  |                         |                         |   |           |                         |                         |  |
|  | Xelaju MC               | 0                       |   |           |                         |                         |  |
|  | AD Isidro Metapan       | 3                       |   |           |                         |                         |  |
|  |                         |                         |   |           |                         |                         |  |
|  |                         |                         |   |           |                         |                         |  |
|  |                         |                         |   |           | AD Isidro Metapan       | 1                       |  |
|  |                         | Jaguares de Chiapas     | 4 |           |                         |                         |  |
|  |                         |                         |   |           |                         |                         |  |
|  |                         |                         |   |           |                         |                         |  |
|  |                         |                         |   |           | Tercer lugar            |                         |  |
|  |                         |                         |   |           |                         |                         |  |
|  | Jaguares de Chiapas     | 3                       |   | Xelaju MC | 1                       |                         |  |
|  | CSD Comunicaciones      | 1                       |   |           | CSD Comunicaciones      | 2                       |  |

## Semifinal

### Xelajú MC - AD Isidro Metapan
| 28 de diciembre de 2011 | Xelaju MC | 0:3 (0:2) | AD Isidro Metapán                                | Estadio Olímpico de Tapachula, Tapachula                |                                                         |
|                         |           | Reporte   | Mark Léster Blanco 4', 15' · Alfredo Pacheco 61' | Asistencia: 7,500 aficionados goleslocal = espectadores | Asistencia: 7,500 aficionados goleslocal = espectadores |

### Jaguares de Chiapas - CSD Comunicaciones
| 28 de diciembre de 2011 | Jaguares de Chiapas                                   | 3:1 (1:1) | CSD Comunicaciones | Estadio Olímpico de Tapachula, Tapachula   |                                            |
|                         | Miguel Ángel Martínez 43' · Jackson Martínez 56', 89' | Reporte   | C. Medina 27'      | Asistencia: 7,500 aficionados espectadores | Asistencia: 7,500 aficionados espectadores |

## Tercer lugar

### Xelajú MC - CSD Comunicaciones
| 30 de diciembre de 2011 | Xelaju MC       | 1:2 (1:1) | CSD Comunicaciones  | Estadio Olímpico de Tapachula, Tapachula   |                                            |
|                         | Johnny Ruiz 30' |           | Marco Ciani 6', 77' | Asistencia: 7,500 aficionados espectadores | Asistencia: 7,500 aficionados espectadores |

## Final

### AD Isidro Metapan - Jaguares de Chiapas
| 30 de diciembre de 2011 | AD Isidro Metapan   | 1:4 (0:3) | Jaguares de Chiapas                               | Estadio Olímpico de Tapachula, Tapachula |  |
|                         | Alfredo Pacheco 76' |           | Jackson Martínez 7', 11', 65' · Yasser Corona 44' |                                          |  |

|                                         |
| Campeón Jaguares de Chiapas 1.er título |

## Goleadores
| Jugador               | Equipo              | Goles |
| --------------------- | ------------------- | ----- |
| Jackson Martínez      | Jaguares de Chiapas | 5     |
| Léster Blanco         | AD Isidro Metapan   | 2     |
| Marco Ciani           | CSD Comunicaciones  | 2     |
| Alfredo Pacheco       | AD Isidro Metapan   | 2     |
| Miguel Ángel Martínez | Jaguares de Chiapas | 1     |
| César Medina          | CSD Comunicaciones  | 1     |
| Yasser Corona         | Jaguares de Chiapas | 1     |
| Johnny Ruiz           | Xelajú MC           | 1     |

| Predecesor: - | 'Copa Mesoamérica 2011' I edición | Sucesor: Copa Mesoamericana 2015 |

- Datos: Q5787210